# Komitat Csongrád-Csanád
Komitat Csongrád-Csanád (węg. Csongrád-Csanád vármegye, do 4 czerwca 2020 Csongrád) – komitat w południowo-wschodniej części Węgier. Od północy graniczy z komitatem Jász-Nagykun-Szolnok, od wschodu z komitatem Békés, od południa z Rumunią i Serbią, a od zachodu z komitatem Bács-Kiskun. Zalicza się do unijnego regionu statystycznego „Południowa Nizina Węgierska” (Dél-Alföld).

## Podział administracyjny
Komitat dzieli się na 7 powiatów:
- Csongrád
- Hódmezővásárhely
- Kistelek
- Makó
- Mórahalom
- Segedyn
- Szentes

### Miasta komitatu
Miasta komitatu (liczba mieszkańców według spisu z 2001):
- Segedyn: 168 273
- Hódmezővásárhely: 49 382
- Szentes: 31 638
- Makó: 25 802
- Csongrád: 18 787
- Kistelek: 7491
- Mindszent: 7317
- Mórahalom: 5472

## Osadnictwo
Stosunkowo mało osiedli ludzkich, 74% ludności mieszka w miastach, głównie w Segedynie i Hódmezővásárhely.

## Geografia
Csongrád leży po obu stronach Cisy w jej środkowym biegu. Zachodnia połowa komitatu leży w południowej części Międzyrzecza Dunaju i Cisy (Duna Tisza köze), wschodnia – w Międzyrzeczu Kereszu i Maruszy (Maros Körös köze). Komitat jest w całości równinny, stanowi najniżej położony obszar Węgier. Największymi rzekami komitatu są – poza Cisą – Marusza i Keresz.
- Najwyższy punkt: Ásotthalom (125 m)
- Najniższy punkt: Gyálarét (78 m; najniższy punkt Węgier)

Duża liczba dni słonecznych oraz bogactwo rzek czynią z tej krainy obszar niezwykle atrakcyjny pod względem rolniczym. Spośród bogactw mineralnych należy wymienić ropę naftową i gaz ziemny.
Najważniejsze atrakcje turystyczne komitatu to miasto Segedyn oraz skansen historyczny w Ópusztaszer (Ópusztaszeri Nemzeti Történeti Emlékpark).
W granicach komitatu, na południe od Cisy i Maruszy, znajduje się skrawek Banatu pozostały przy Węgrzech po traktacie w Trianon.

## Gospodarka
Dzięki swoim warunkom naturalnym komitat jest jednym z najważniejszych obszarów rolniczych, spichlerzem kraju. Oprócz dwóch węgierskich specjalności, segedyńskiej papryki oraz cebuli z Makó, uprawia się tu w dużych ilościach różnorakie zboża, owoce i warzywa. Komitat daje połowę krajowej produkcji cebuli, mielonej papryki oraz roślin pastewnych oraz połowę wydobycia ropy naftowej i gazu ziemnego.